# 腫瘍医学研究センター
藤田医科大学腫瘍医学研究センター（ふじたいかだいがくしゅよういがくけんきゅうセンター、英: Fujita Medical University Tumor Research Center）は、日本の愛知県に位置し、がんの予防、診断、治療の研究を推進する研究機関である。本センターは、2024年4月1日に「がん医療研究センター」から改称され、研究と診療のさらなる連携を目指して設立された。初代センター長は慶應義塾大学病院元副院長である 佐谷秀行。

## 概要
本センターは、基礎研究と臨床の橋渡しを担う「トランスレーショナル研究」に重点を置いており、がんの病態解明や治療法の開発を目的としている。また、最先端のがんゲノム研究や機械学習を活用したデータ解析を行い、がん医療の迅速化と精度向上を目指している。

## ビジョン
センター長の佐谷秀行教授が掲げるビジョンには以下の3つの「I」が含まれる。
- Integration（統合）
  - 基礎研究と臨床科の連携を深め、がん撲滅に向けた統合的なシステムを構築する。
- Information（情報）
  - がんに関する正確で最新の情報を患者、医療従事者、社会に提供する。
- International（国際性）
  - 世界的視野で研究と医療に取り組み、国際的な協力を推進する。

## 主な研究領域
- がんゲノム診断と個別化医療
- がん幹細胞の特性解明と治療標的の開発
- トランスレーショナル研究による基礎研究と臨床の橋渡し
- データ解析と機械学習を活用した創薬研究

## 主な活動
- 藤田医科大学病院がんセンターとの連携による診療と研究の融合
- 若手医師・研究者の育成と教育環境の整備
- 国際共同研究プロジェクトの推進

## 社会的役割
腫瘍医学研究センターは、患者のQOL（生活の質）の向上と革新的な治療法の開発を社会的使命として掲げている。また、地域医療におけるがん治療の向上や世界的ながん撲滅に貢献することを目指している。